# یوهان گئورک گراسل
یوهان گِئورک گِراسل (چکی: Jan Jiří Grasel; ۱ ژانویهٔ ۱۷۹۰ – ۱ ژانویهٔ ۱۸۱۸) یک دزد و قاتل اهل کشور جمهوری چک بود. نام او تا به امروز در چک به عنوان یک اصطلاح رایج برای یک راس یا شرور (grázl) استفاده می شود.